# Ecoregione

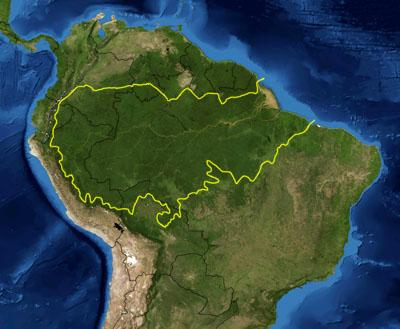
L'ecoregione della Foresta Amazzonica vista dal satellite ed evidenziata in giallo

Le ecoregioni sono definite dal WWF come "unità relativamente grandi di terra o acqua contenenti un assemblaggio distinto di specie e comunità naturali, con confini che approssimano l'estensione originale delle comunità naturali prima di importanti cambiamenti nell'uso della terra". Altri hanno definito le ecoregioni come aree di potenziale ecologico basate su combinazioni di parametri biofisici quali clima e topografia.
Gli ecologi del WWF dividono al momento la superficie continentale della Terra in 8 ecozone principali contenenti 867 ecoregioni terrestri più piccole. Tra queste, sulla base del contenuto in biodiversità, ne sono state selezionate 200, denominate "Global 200": queste contengono la maggior parte della biodiversità del pianeta. Il WWF, di conseguenza, sta concentrando i suoi sforzi per la salvaguardia di queste 200 ecoregioni, che - per quanto riguarda l'Italia - comprendono le Alpi e il Mediterraneo. Molti considerano questa classificazione molto decisiva, e alcuni propongono le ecoregioni come confini stabili per iniziative di democrazia bioregionale o ecoregionale.

## Classificazione
Le ecoregioni sono raggruppate in tre grandi gruppi, quelle terrestri, quelle marine e quelle di acqua dolce.

### Ecoregioni terrestri
Le principali tipologie di ecoregioni sono:
- Le regioni polari

cioè le regioni prossime al polo nord ed al polo sud, caratterizzate da scarsa energia termica e presenza perenne di ghiacci.
- La tundra

cioè la regione che circonda il Mar Glaciale Artico, e che esiste quindi solo nell'emisfero boreale, caratterizzata da terreno ghiacciato per gran parte dell'anno, e cicli vegetali e animali molto rapidi e concentrati nelle stagioni meno fredde, con presenza di arbusti, muschi e licheni e animali adattati a grandi spostamenti per trovare il cibo.
- Le montagne

Diffuse in tutto il mondo in maniera molto eterogenea, con specificità molto varie, ma in genere caratterizzati da cicli vitali stagionali molto veloci, spostamenti animali da valle a vetta e viceversa, contiguità con foreste di aghifoglie o decidue.
- Foreste di aghifoglie

Caratterizzate da alberi molto alti e sempreverdi, sottobosco non molto sviluppato (ma con presenza di funghi), volatili. Sono aree confinanti ed integrate con le montagne o con la tundra: le più estese sono in nord America (ad esempio le foreste di sequoie) e nelle regioni dell'Asia settentrionale (Taiga).
- Foreste decidue

Aree forestali caratterizzati da climi più temperati e piovosi, piante e alberi decidui (che perdono le foglie), sottobosco sviluppato, cibo disponibile sotto varie forme in tutte le stagioni, e quindi presenza stabile di animali. Tipici dell'Europa, Asia, America nord-occidentale, ma diffusi un po' ovunque.
- Deserti

Zone aride, con cicli vitali rapidissimi
- Praterie

Vaste aree presenti in zone pianeggianti, a volte contigue a foreste, con clima di vario tipo, dal mite e piovoso all'arido e ventoso come nelle steppe; presenza di piante erbacee e quindi di molti erbivori con i loro predatori.
- Foreste pluviali

Ampie zone forestali caratterizzate da clima molto piovoso e caldo, tipici delle zone tropicali, grande abbondanza di energia e cibo, con estrema varietà animale e vegetale.

### Ecoregioni marine
- Oceani

Aree marine, molto vari, dove le alghe hanno la stessa funzione dei vegetali (ovvero produrre materiale organico come punto di partenza della catena alimentare).

### Ecoregioni d'acqua dolce
- Acque interne

Fiumi, laghi e torrenti di acqua dolce, sono ecosistemi integrati in altri (e quindi molto vari), dove spesso sono presenti oltre a pesci e alghe anfibi e insetti